# Paechon
Paechon (Hán Việt: Bạch Xuyên) là một huyện của tỉnh Hwanghae Nam tại Cộng hòa Dân chủ Nhân dân Triều Tiên. Huyện giáp với Pongchon ở phía bắc, Yonan ở phía tây và Hoàng Hải ở phía nam. Diện tích của huyện là 475,04 km², dân số năm 2008 là 159.825 người (75598 nam và 84.227 nữ), dân cư đô thị là 40.316 người (25,2%), dân số nông thôn là 119.509 người (74,8%).